# خاقانية روران

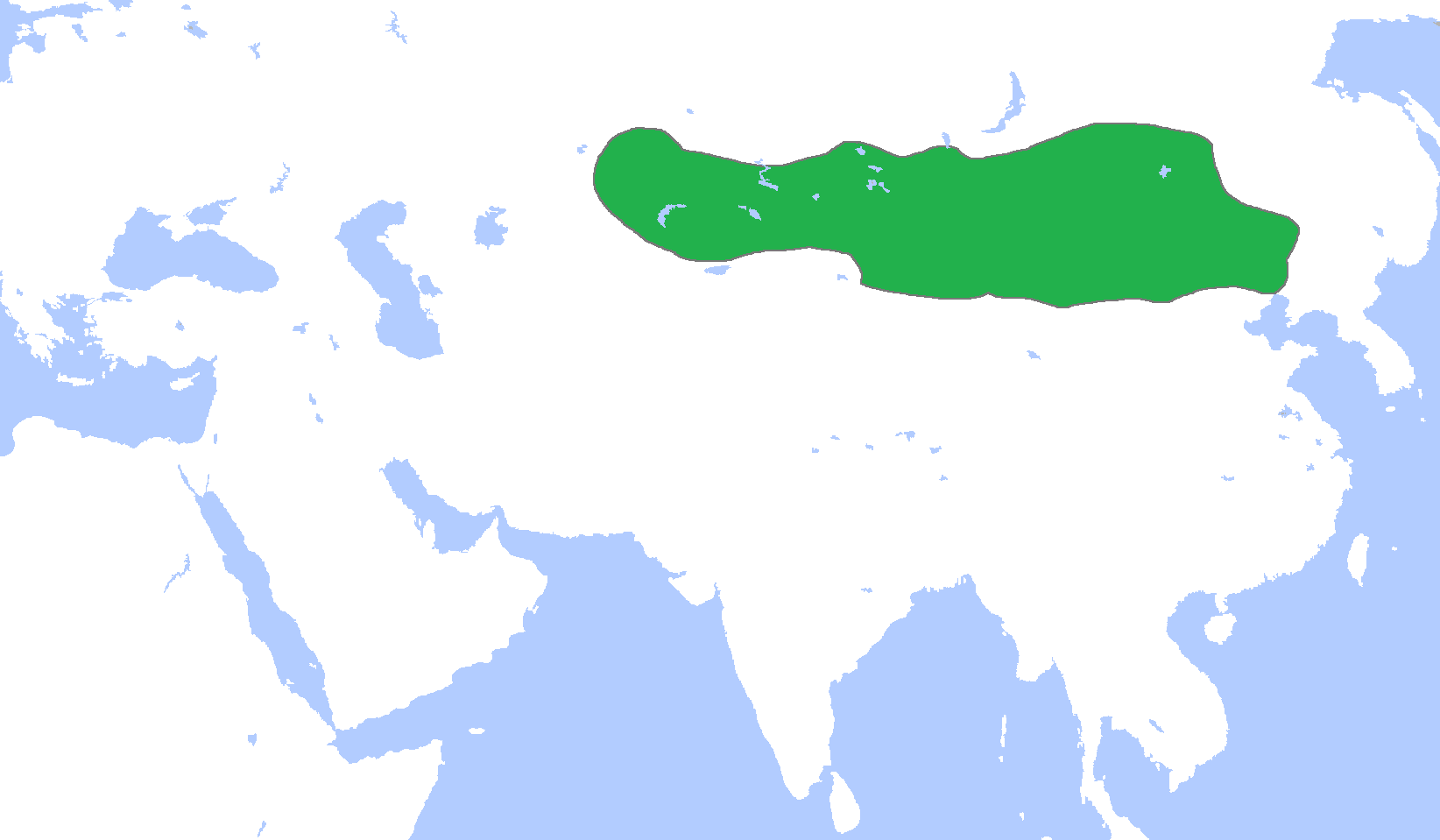

خاقانية روران قبائل رحل عاشت على الحدود الشمالية للصين من نهاية القرن الرابع حتى نهاية القرن السادس.